# Herb Ferrol
Herb Ferrol (es. Escudo de Ferrol) – herb, symbol miasta Ferrol w Hiszpanii.